# Andreas Baumann (Theologe)
Andreas Baumann (* 1969 in Worms) ist ein deutscher evangelischer Theologe, Missionswissenschaftler und spiritueller Autor.

## Biographie
Andreas Baumann studierte Evangelische Theologie und Missionswissenschaften am Theologischen Seminar St. Chrischona (Diplom), an der Columbia International University (MA) und an der University of South Africa (DTh). Für seine Dissertation über Johannes Lepsius’ Missiologie wurde er 2009 mit dem George-W.-Peters-Preis ausgezeichnet. Er war zunächst als Gemeindepastor tätig. Seit 2005 ist Baumann Leiter des Christlichen Hilfsbund im Orient e.V. Daneben ist es als Dozent und Redner zu Themen Christlicher Spiritualität aktiv und hat dazu auch einige Bücher veröffentlicht. Andreas Baumann ist verheiratet und hat drei Kinder. Mit seiner Familie lebt er im Großraum Frankfurt.

## Veröffentlichungen (Auswahl)

### Autor
- Die Apostelstraße. Eine außergewöhnliche Vision und ihre Verwirklichung (= Biblische Archäologie und Zeitgeschichte. Nr. 8). Brunnen Verlag, Giessen 1999, ISBN 3-7655-9808-9.
- Der Islam - Gottes Ruf zur Umkehr? Eine vernachlässigte Deutung aus christlicher Sicht. Brunnen, Basel 2003, ISBN 3-7655-3759-4.
- Der Orient für Christus: Johannes Lepsius - Biographie und Missiologie (= Kirchengeschichtliche Monografien. Nr. 15). Brunnen, Gießen Basel 2007, ISBN 978-3-7655-9546-2.
- Das Genesis Prinzip: Wie in unserem Leben  Neues wachsen kann. Francke, Marburg 2011, ISBN 978-3-86827-281-9.
- Teresa von Avila:Wachsen in der Freundschaft mit Gott. Francke, Marburg 2015, ISBN 978-3-86827-492-9.[3]
- Another Way to Pray: Rediscovering the Transformational Power of the Lord's Prayer. Selfpublishing 2024. ISBN 979-8333548351.

### Herausgeber
- Johannes Lepsius: Die Wiedergeburt des Orients: Texte zur Mission. Hrsg.: Andreas Baumann (= Evangelium und Islam. Band 7). VTR, Nürnberg 2007, ISBN 978-3-937965-94-9.